# Celesta

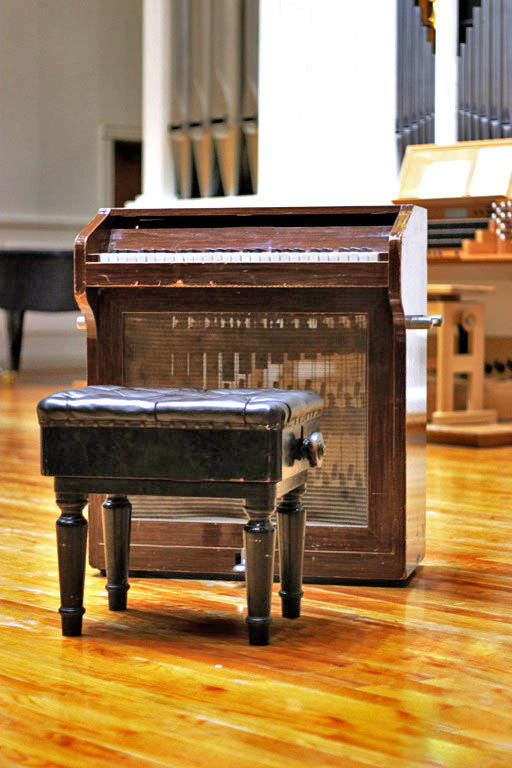
Celesta

Celesta är ett klaverinstrument med hängande metall- eller glas-stavar i stället för strängar. Därigenom är den ett slags klockspel (jämför även metallofon) som spelas med tangenter i stället för med klubbor.
Instrumentet har ett yttre format som ett litet pianino, försett med mekanik med hammare samt stålstavar som är försedda med resonator. Ursprungligen hade celestan ett tonförråd på fyra oktaver, vilket senare i regel utökats till fem oktaver; den har ett noterat omfång från c till c5, men klingar en oktav högre. Den spelas vanligtvis av en pianist.
Celestan ingår ibland som ett av slagverken i en symfoniorkester, i verk från 1900-talet och senare. Kompositörer som skrivit för instrumentet inkluderar Ernest Chausson och Pjotr Tjajkovskij, Maurice Ravel, Claude Debussy, Richard Strauss och Gustav Mahler, Béla Bartók och Maria Coma.
Instrumentet uppfanns i Paris 1886 av fransmannen Auguste Mustel (1842–1919). Det har en bakgrund bland annat i den tidigare clavi-lame från 1848 (med metalltungor), 1865 års typophone samt dulcitone. De två senare var stämgaffelspianon. Celesta kan ibland även noteras under namnet clavi-nimbus och på engelska som celeste.

## Etymologi
Instrumentets namn (som betonas på andra stavelsen) kommer från franskans célesta. Detta ordet kommer i sin tur av céleste – 'himmelsk' – och i förlängningen av latinets caelestis med samma betydelse.